# Decisão Europeia de Investigação
Uma Decisão Europeia de Investigação (DEI) (em inglês: European Investigation Order, EIO) é um mecanismo estabelecido ao abrigo da legislação da União Europeia através do qual um juiz ou magistrado de um Estado-Membro da UE pode fazer um requerimento vinculativo às agências de aplicação da lei de outro Estado-Membro para recolher provas para auxiliar numa investigação criminal. A decisão autoriza ações obrigatórias como buscas, escutas telefónicas, vigilância, citação (subpoena) para entrega de documentos ou registos, etc. O mecanismo existe em toda a UE, com exceção da Dinamarca e da Irlanda, que têm derrogações (opt-outs) nesta área do direito da UE. A DEI foi criada pela Diretiva 2014/41/UE do Parlamento Europeu e do Conselho, de 3 de abril de 2014, relativa à decisão europeia de investigação em matéria penal.

## Uso
A DEI tem como objetivo ampliar a forma como um Estado-Membro pode requerer a assistência de outro Estado-Membro no âmbito das investigações criminais. Consequentemente, a DEI pode ser referida como um instrumento de “Reconhecimento Mútuo”. A DEI pode ser emitida em relação a quatro tipos de processos. O primeiro tipo diz respeito aos processos penais instaurados por uma autoridade judicial relativos a uma infração penal ao abrigo da legislação nacional do Estado-Membro que emite a DEI. O segundo e o terceiro tipos dizem respeito aos processos instaurados pelas autoridades administrativas ou judiciais por atos puníveis ao abrigo da legislação nacional do Estado-Membro que emite a DEI, sempre que a infração der origem a processos perante um tribunal competente em matéria penal. Por último, uma DEI pode ser emitida em relação a estes três primeiros tipos de processos relacionados com ofensas ou infrações sempre que uma pessoa coletiva possa ser responsabilizada e punida no Estado-Membro de emissão. A DEI pode servir como uma alternativa menos intrusiva à emissão de um Mandado de Detenção Europeu (MDE) de ação penal. Com base numa DEI, o arguido pode ser ouvido no Estado-Membro de execução, por exemplo, através de videoconferência, em vez de ser entregue ao Estado-Membro de emissão. Para algumas medidas de investigação, os Estados-Membros podem exigir o princípio da dupla incriminação, ou incriminação dual, isto é, que o crime de que o arguido é acusado exista no ordenamento jurídico de ambos os Estados-Membros. Porém, tal como acontece com o MDE, o requisito da dupla incriminação, ou incriminação dual, é obrigatoriamente eliminado sempre que a DEI disser respeito a uma das infrações incluída nas categorias de infrações constantes do Anexo D desta Diretiva ou sempre que seja punível no Estado de emissão com pena ou medida de segurança privativas de liberdade de duração máxima não inferior a (3) três anos. Uma melhoria importante da DEI é a disposição expressa de que o arguido tem o direito de requisitar a emissão de uma DEI (por exemplo, uma DEI para ouvir uma testemunha de defesa noutro Estado-Membro). Deve salientar-se, contudo, que a DEI não pode ser utilizada para fazer vigilância transfronteiriça de arguidos com o propósito de transferência de processos penais.

## Desafios de implementação
A criação da DEI gerou um certo alvoroço nas comunidades académica e jurídica. Têm existido algumas críticas de que a DEI é um instrumento dos Ministérios Públicos dos Estados-Membros que não proporciona aos arguidos um elevado padrão de proteção de direitos humanos. Alguns críticos chegaram ao ponto de argumentar que a criação da DEI foi precipitada, uma vez que não havia permitido que fossem retiradas primeiro as experiências do Mandado de Detenção Europeu (MDE), e outros críticos afirmaram que é uma solução de retalhos num quadro fragmentado de reconhecimento mútuo. A principal regra prevista no artigo 21.º, n.º 1, é que o Estado-Membro de execução suportará todos os custos da realização da DEI requerida pelo Estado-Membro emissor. Ora, a lógica subjacente a esta regra é a de que os custos funcionam com base no princípio da reciprocidade. Porém, alguns Estados-Membros encontram-se numa posição tal em que são obrigados a executar muito mais DEI do que as que emitem, e, para além disso, há também Estados-Membros que podem ficar encarregues de realizar uma DEI de grande alcance tendo de suportar os seus custos elevados. Neste sentido, o artigo 21.º, n.º 2, sugere que, nestes casos, os Estados-Membros se consultem e acordem entre si sobre a forma de partilharem os custos ou modificarem as medidas previstas na DEI se a previsão inicial de custos for excecionalmente elevada.
Existem também alguns desafios em matéria de direitos humanos. O artigo 1.º, n.º 3, da Diretiva estipula que a emissão de uma DEI pode ser requerida por um suspeito, arguido ou advogado em seu nome. Contudo, nem todos os Estados-Membros cumprem esta Diretiva de modo a permitir que suspeitos/acusados/seus advogados possam sempre que quiserem requerer a emissão de uma DEI para a obtenção provas noutro Estado-Membro. Isto levanta um desafio ao princípio da igualdade de meios de defesa garantido pela Convenção Europeia dos Direitos do Homem como componente essencial de um julgamento justo. O artigo 4.º da Diretiva estipula o tipo de processos para os quais uma DEI pode ser emitida, o que inclui os processos administrativos. Porém, isto acaba por ser problemático para efeitos de cumprimento da regra da especialidade, uma vez que um Estado-Membro emissor pode solicitar provas de uma infração administrativa no Estado-Membro de execução, mas depois vir a utilizá-las para processos penais. Os motivos para o não reconhecimento ou para a não execução de uma DEI, previstos no artigo 10.º da Diretiva, são limitados, sendo as únicas razões legais que permitem a um Estado-Membro de execução indeferir um requerimento de uma DEI de um Estado-Membro emissor. Isto também se aplica ao princípio ne bis in idem, segundo o qual ninguém pode ser julgado mais do que uma vez pela prática do mesmo crime, entre outros princípios.
Outra discrepância no direito de defesa diz respeito ao direito de, de forma imediata e direta, contestar a emissão de uma DEI. Este direito não era inerente quando a Diretiva foi elaborada ou entrou em vigor. Através de interpretações e orientações da agência Eurojust, foram entretanto sendo adicionados esclarecimentos ao longo dos anos. Porém, quando contestada uma decisão desfavorável para um arguido, sobre o caso Gavanozov, em 2019, um Tribunal da Bulgária evitou responder diretamente sobre o estatuto jurídico dos suspeitos. Neste caso, o Tribunal búlgaro optou por tomar outra decisão desfavorável sobre este caso, que foi proferida a 11 de novembro de 2021. Nesta decisão, o Tribunal explicou os artigos de acordo com a jurisprudência do Tribunal Europeu dos Direitos Humanos (TEDH) e da Carta dos Direitos Fundamentais da UE. A impossibilidade de contestar, no Estado-Membro de emissão, a necessidade e a legalidade de uma Decisão Europeia de Investigação que determine a prossecução de medidas como buscas e apreensões constitui uma violação do artigo 47.º da Carta dos Direitos Fundamentais da UE. O Estado de emissão deve, pelo menos, proporcionar a oportunidade de contestar a legalidade da DEI emitida, em alguma fase do processo de investigação. Esta possibilidade deve incluir simultaneamente a fiscalização da legalidade das medidas determinadas e da forma como foram executadas. A emissão de uma DEI deverá negada quando este nível mínimo de proteção para o acusado não puder ser garantido pelas suas leis nacionais. O Tribunal segue assim a recomendação do Procurador-Geral Michal Bobek, que neste caso informou que, enquanto o legislador búlgaro não remediar esta situação, a Bulgária estará em violação constante dos direitos fundamentais e, portanto, não poderá participar no processo de reconhecimento mútuo deste mecanismo da DEI.
Outra questão diz respeito aos direitos da defesa. São pouco claras quais são as consequências de qualquer ilegalidade na execução de uma DEI para o processo no Estado-Membro de emissão, especialmente quando os direitos da defesa não foram respeitados na execução de uma DEI (por exemplo, quando a defesa do arguido não dispor da possibilidade de interrogar uma testemunha incriminatória).

## História
A Directiva foi proposta em abril de 2010, por um grupo de sete Estados-Membros da União Europeia: Áustria, Bulgária, Bélgica, Estónia, Eslovénia, Espanha e Suécia. A DEI substituiria o quadro jurídico existente aplicável à recolha e transferência de provas entre os Estados-Membros. Propôs um procedimento que permitiria a uma autoridade de um Estado-Membro (a "autoridade de emissão") solicitar medidas específicas de investigação criminal a serem executadas por uma autoridade de outro Estado-Membro (a "autoridade de execução"). A medida baseia-se no princípio do reconhecimento mútuo estabelecido no artigo 82.º, n.º 1, do TFUE. O artigo 82.º, n.º 1, estipula que a cooperação judiciária em matéria penal na União Europeia baseia no reconhecimento mútuo de sentenças e decisões judiciais.
A DEI continha várias inovações significativas em relação aos procedimentos existentes. A DEI centra-se nas medidas de investigação a executar e não no tipo de provas a recolher. A DEI tem um âmbito amplo – todas as medidas de investigação são abrangidas, exceto aquelas explicitamente excluídas. Em princípio, a autoridade emissora decide o tipo de medida de investigação a utilizar. Porém, a flexibilidade é introduzida ao permitir, num número limitado de casos, que a autoridade de execução decida recorrer a uma medida de investigação diferente da prevista na DEI. São previstos prazos claros para o reconhecimento e, com maior flexibilidade, para a execução da DEI. A proposta também inova ao prever a obrigação legal de executar a DEI com a mesma celeridade e prioridade que para um caso nacional semelhante. A DEI prevê a utilização de um formulário que deverá ser utilizado em todos os casos.
Em comparação com o Mandado Europeu de Obtenção de Provas e com o Auxílio Judiciário Mútuo, a DEI prevê a racionalização dos motivos de recusa e o direito da autoridade emissora de solicitar que um ou vários dos seus funcionários ajudem na execução da medida no Estado-Membro de execução.
Em agosto de 2010, a Comissão Europeia emitiu um parecer sobre a iniciativa, alertando que poderia ser um sistema de partilha de provas sem as salvaguardas fornecidas pelas normas comuns de admissibilidade. No seu parecer, a Comissão Europeia destacou as vantagens da proposta – um sistema mais simples e unificado – se o sistema fosse apoiado por normas processuais e de direitos fundamentais adequadas. No momento da adoção do parecer, Viviane Reding, a Comissária da Justiça da UE, afirmou que iria "garantir que a proposta respeita a Carta dos Direitos Fundamentais da UE".
Uma orientação geral sobre o projeto do texto legislativo foi alcançada na reunião do Conselho de dezembro de 2011, permitindo ao Conselho negociar com o Parlamento Europeu a adoção da medida. O relator no Parlamento Europeu foi o eurodeputado português Nuno Melo do CDS – Partido Popular (CDS–PP) filiado no Partido Popular Europeu (PPE).
Antes de a aprovação da DEI poder ser considerada pelo Parlamento Europeu e pelo Conselho da UE, esta foi criticada pela Fair Trials International, pela Agência dos Direitos Fundamentais, pela Statewatch e por alguns membros do Parlamento do Reino Unido, que temiam que permitisse o aumento da vigilância policial e o uso desproporcional de meios de poderes de investigação em assuntos triviais.
A Diretiva foi adotada em 2014.

## Justificação
Ao considerar a Decisão Europeia de Investigação, é importante analisar a razão pela qual existe e a justificação para acrescentar mais uma medida de investigação às medidas de investigação transfronteiriças existentes. Antes da DEI, existia a Decisão-Quadro 2003/577/JAI do Conselho, de 22 de Julho de 2003, relativa à execução na União Europeia do reconhecimento mútuo das decisões de congelamento de bens para efeitos de obtenção de provas ou posterior confisco de bens. O problema desta Decisão-Quadro, contudo, era que seria necessário apresentar um requerimento separado para a transferência das provas para o Estado-Membro emissor. Houve também a Decisão-Quadro 2008/978/JAI do Conselho, relativa a um Mandado Europeu de Obtenção de Provas destinado à obtenção de objetos, documentos e dados para utilização no âmbito de processos penais. Este instrumento permitiu o reconhecimento mútuo das ordens judiciais emitidas para obtenção de objetos, documentos e dados para utilização em processos penais. O problema com esta medida era que ela só se aplicava a provas já existentes e, portanto, tinha um âmbito limitado, fora do qual a única medida disponível era o procedimento de Auxílio Judiciário Mútuo. O resultado destas decisões-quadro foi que o quadro de recolha de provas era fragmentado e complexo. Esta fragmentação foi discutida no Programa de Estocolmo pelo Conselho Europeu em 2009, onde foi decidido que era necessário existir um sistema abrangente baseado no reconhecimento mútuo para a obtenção de provas em processos penais transfronteiriços. A resposta a esta fragmentação foi, portanto, a DEI.